# Акгюль, Таха
Таха Акгюль (тур. Taha Akgül, род. 22 ноября 1990) — турецкий борец вольного стиля, олимпийский чемпион 2016 года, трёхкратный чемпион мира, 11тикратный  чемпион Европы (2012, 2013, 2014, 2017, 2018, 2019, 2021, 2022, 2023, 2024) и чемпион Европейских игр 2015 года. Двукратный бронзовый призер Олимпийских игр.

## Биография
Родился в 1990 году в Сивасе. является олимпийским чемпионом, чемпионом мира и Европы, турецким вольным стилем борцом, соревнующимся в весовой категории до 125 кг. Он изучает физкультуру и спорт в Университете Караманоглу Мехметбей в Караман.
Акгюл начал заниматься борьбой в 2003 году вслед за своим отцом и братом. Он выиграл золотую медаль на 40-м Яшар Догу Международном турнире по борьбе, проведенном в 2012 году. На Чемпионате Европы по борьбе 2012 года, проходившем в Белграде, Сербии, Таха Акгюль стал чемпионом в своей весовой категории. Сейчас он считается лучшим активным борцом с Абдулрашидом Садулаевым.
Он квалифицировался на Олимпийские игры 2012 года. Он не прошел в четвертьфинал после проигрыша Билялу Махову из России в 1/16 финала. На чемпионате мира по борьбе среди университетов 2012 года, проходившем в Куортане, Финляндия, он стал золотым призером в своей весовой категории.
Таха Акгюль защитил свой титул чемпиона Европы на чемпионате Европы по борьбе 2013 года, который проходил в Тбилиси, Грузия. Он выиграл бронзовую медаль на чемпионате мира по борьбе 2013 в Будапеште, Венгрия.
В 2014 и 2015 годах он выиграл титул чемпиона мира в весовой категории до 125 кг. В 2014 году он был назван Турецкой федерацией борьбы лучшим борцом года. Он выиграл золотую медаль на Олимпийских играх 2016 года, победив Комейла Гасеми в финале.
На предолимпийском чемпионате планеты в Казахстане в 2019 году в весовой категории до 125 кг, Таха завоевал серебряную медаль и получил олимпийскую лицензию для своего национального Олимпийского комитета.
На Олимпийских играх 2020 в Токио, начал путь свой в 1/8 с канадцем Дхеси, Амар, победив 5:0. В 1/4 встретился с восходящей звездой тяжелого веса Гейбл Стивсон, уступив ему 0:8.
В 2021 году на чемпионате мира, который проходил в октябре в норвежской столице, стал бронзовым призёром в весовой категории до 125 кг. В полуфинале уступил иранскому борцу Амиру Заре.

## Достижения
- В 2010 году завоевал серебряные медали Средиземноморских игр и чемпионата мира среди юниоров.
- В 2011 году завоевал бронзовые медали престижных международных турниров — мемориального турнира Яшара Догу в Стамбуле, и турнира Александра Медведя в Минске.
- В 2012 году стал чемпионом Европы, но на Олимпийских играх в Лондоне стал лишь 8-м.
- В 2013 году стал чемпионом Европы, чемпионом Универсиады и чемпионом Средиземноморских игр, выиграл Кубок мира и мемориал Яшара Догу, а также завоевал бронзовую медаль чемпионата мира.
- В 2014 году вновь выиграл мемориал Яшара Догу, а также стал чемпионом мира и Европы.
- В 2015 году стал чемпионом Европейских игр и Мира.
- В 2016 году стал чемпионом Олимпийских игр в Рио-де-Жанейро.
- В 2017 году выиграл Чемпионат Европы и стал 2-м на Чемпионате мира.
- В 2018 году стал чемпионом Европы.
- В 2019 году стал чемпионом Европы.
- В 2021 году стал чемпионом Европы (в 7-й раз).

## Признание
- В 2016 году признан «Спортсменом года» в Турции.